# Jost Mediger
Jost Mediger (* 16. September 1948 in Hannover) ist ein deutscher politischer Beamter. Er war von 1998 bis 2012 Staatssekretär im Finanzministerium des Landes Mecklenburg-Vorpommern.

## Werdegang
Nach dem 1967 abgelegten Abitur studierte Mediger, ein Sohn des Historikers Prof. Dr. Walther Mediger, von 1967 bis 1972 Rechtswissenschaften in Kiel und Genf. Sein Referendariat verbrachte er im Bezirk des Oberlandesgerichts Schleswig. Von 1974 bis 1976 war er wissenschaftlicher Assistent an der Universität Kiel, 1978 wurde er zum Dr. jur. promoviert.
1977 stieg er in die Landesverwaltung Hamburgs ein und wurde Regierungsrat in der Steuerverwaltung. Von 1979 bis 1982 war er Hilfsreferent in der Hamburger Finanzbehörde. In den Folgejahren nahm er Positionen mit zunehmender Verantwortung ein, zuletzt war er ab 1987 als Leitender Regierungsdirektor Abteilungsleiter und Stellvertreter des Amtsleiters in der Finanzverwaltung.
Im August 1992 wurde er an das Finanzministerium Mecklenburg-Vorpommern abgeordnet, am 1. November 1992 wurde er endgültig dorthin versetzt. Als Ministerialdirigent war er von 1992 bis 1994 Leiter der Abteilung für Steuern, im Anschluss bis zu seiner Ernennung zum Staatssekretär als Abteilungsleiter verantwortlich für Haushalt und Finanzwirtschaft.
Am 13. November 1998 wurde er zum Staatssekretär im Finanzministerium von Mecklenburg-Vorpommern ernannt. Am 29. Oktober 2012 wurde er im Alter von 64 Jahren in den Ruhestand verabschiedet.
Jost Mediger ist verheiratet und hat zwei Kinder.